# 坂田昌弘
坂田 昌弘（さかた まさひろ、1953年6月 - ）は、日本の化学者・環境学者（環境化学・地球化学）。学位は理学博士（名古屋大学・1985年）。静岡県立大学名誉教授。
財団法人電力中央研究所研究員、静岡県立大学環境科学研究所教授、静岡県立大学環境科学研究所附属地域環境啓発センターセンター長（第2代）、静岡県立大学環境科学研究所所長、静岡県立大学食品栄養科学部教授、静岡県立大学食品栄養科学部学部長（第9代）などを歴任した。

## 来歴

### 生い立ち
1953年に生まれた。静岡大学に進学し、1976年に理学部化学科を卒業した。その後、名古屋大学の大学院に進学し、1978年に理学研究科の修士課程を修了した。さらに博士課程に進むも、1979年に退学した。なお、1985年に名古屋大学より理学博士の学位を取得している。

### 研究者として
大学院退学後の1979年、電力中央研究所に採用され、研究員として2005年まで勤務した。同年、電力中央研究所を離れ、静岡県立大学に移った。同大学の環境科学研究所にて、教授に就任した。なお、大学院では、生活健康科学研究科の教授も兼務した。また、2006年からは静岡県立大学の附属地域環境啓発センターにてセンター長を兼務し、2008年には、静岡県立大学の環境科学研究所にて副所長に就任した。2009年には、静岡県立大学の環境科学研究所にて所長に昇任した。2012年、静岡県立大学の大学院にて薬学研究科と生活健康科学研究科とが統合改組され、それにともなって新たに発足した食品栄養環境科学研究院の教授も兼務することとなった。2013年3月に静岡県立大学の環境科学研究所の所長を退任するが、翌月からは再び副所長に就任した。同時に、静岡県立大学の大学院の教育組織である薬食生命科学総合学府の環境科学専攻にて、専攻長を兼務した。2014年、静岡県立大学の環境科学研究所が発展的に改組され、大学院の食品栄養環境科学研究院に附属食品環境研究センターが新設されるとともに、食品栄養科学部に環境生命科学科が新設された。それにともない、食品栄養科学部の教授に転じ、こちらが本務となった。食品栄養科学部では学部長も務めた。また、静岡県立大学で教鞭を執る傍ら、豊橋技術科学大学の工学部、東京農工大学の工学部、静岡大学の農学部、名城大学の農学部にて、それぞれ講師を非常勤で兼任していた。2019年3月31日、静岡県立大学の教授を退任した。その後、静岡県立大学から名誉教授の称号を授与された。

## 研究
専門は化学であり、特に環境化学や地球化学といった分野を中心に研究している。特に微量元素を取り上げることが多く、ユーラシア大陸から日本列島に対して越境輸送される微量元素の研究に取り組んでいる。そのほか、内湾での微量元素の収支や発生源について研究するとともに、具体的に駿河湾での生物濃縮について研究している。これらの業績に対しては、2005年には環境化学技術賞が授与され、2014年には環境化学学術賞が授与されるなど、学会などから賞が贈られている。

## 略歴
- 1953年 - 誕生。
- 1976年 - 静岡大学理学部化学科卒業。
- 1978年 - 名古屋大学大学院理学研究科修士課程修了。
- 1979年 - 名古屋大学大学院理学研究科博士課程退学。
- 1979年 - 電力中央研究所研究員。
- 1997年 - 豊橋技術科学大学工学部講師。
- 2001年 - 東京農工大学工学部講師。
- 2005年 - 静岡県立大学環境科学研究所教授。
- 2006年 - 静岡県立大学環境科学研究所附属地域環境啓発センターセンター長。
- 2006年 - 静岡大学農学部講師。
- 2008年 - 静岡県立大学環境科学研究所副所長。
- 2009年 - 静岡県立大学環境科学研究所所長。
- 2009年 - 静岡大学農学部講師。
- 2010年 - 名城大学農学部講師。
- 2013年 - 静岡県立大学環境科学研究所副所長。
- 2013年 - 静岡県立大学大学院薬食生命科学総合学府環境科学専攻専攻長。
- 2014年 - 静岡県立大学食品栄養科学部教授。
- 2015年 - 静岡県立大学食品栄養科学部副学部長。
- 2017年 - 静岡県立大学食品栄養科学部学部長。
- 2019年 - 静岡県立大学名誉教授。

## 賞歴
- 2005年 - 環境化学技術賞。
- 2008年 - 環境科学会論文賞。
- 2014年 - 環境化学学術賞。
- 2016年 - 環境科学会論文賞。
- 2018年 - 環境化学功績賞。

## 著作
- 天野博正・坂田昌弘共著『いつまで水道の水が飲めるのか――考えてみませんか』テレメディア、1993年。ISBN 9784887018136
- 天野博正・坂田昌弘共著『もう水道の水は飲めない――しのびよるダイオキシン・環境ホルモン』ミオシン出版、1998年。ISBN 9784887018402
- 坂田昌弘編著『エキスパート応用化学テキストシリーズ　環境化学』講談社、2015年。ISBN 978-4-06-156805-1
- 坂田昌弘（分担執筆）『古くて新しい不都合な物質「重金属」」、日本環境化学会編著：ブルーバックス B-2097・地球をめぐる不都合な物質』講談社、2019年。ISBN 978-4-06-516393-1